# Mein Führer: La veritat més autèntica sobre Adolf Hitler
Mein Führer: La veritat més autèntica sobre Adolf Hitler (títol original en alemany: Mein Führer - Die wirklich wahrste Wahrheit über Adolf Hitler) és una pel·lícula escrita i dirigida per Dani Levy i protagonitzada per Helge Schneider i Ulrich Mühe. Considerada com una sàtira sobre el nazisme i en to de comèdia, la pel·lícula de producció alemanya va ser estrenada el 2007.

## Argument
En un Berlín derruït pels bombardejos aliats, Hitler (Helge Schneider) es troba aïllat i trist, decaigut per la derrota que s'anuncia imminent. Goebbels (Sylvester Groth) pretén donar un cop d'efecte preparant al dictador per a un últim discurs amb una posada en escena duta a terme per Leni Riefenstahl, però en l'única persona que el Führer confiaria per al seu entrenament seria el seu antic professor jueu d'interpretació, Grünbaum (Ulrich Mühe). Goebbels el trasllada en secret a ell i a la seva família des del camp de concentració de Sachsenhausen a la cancelleria del Reich. En només cinc dies Grünbaum té la missió de tornar a posar al Führer en forma de nou.

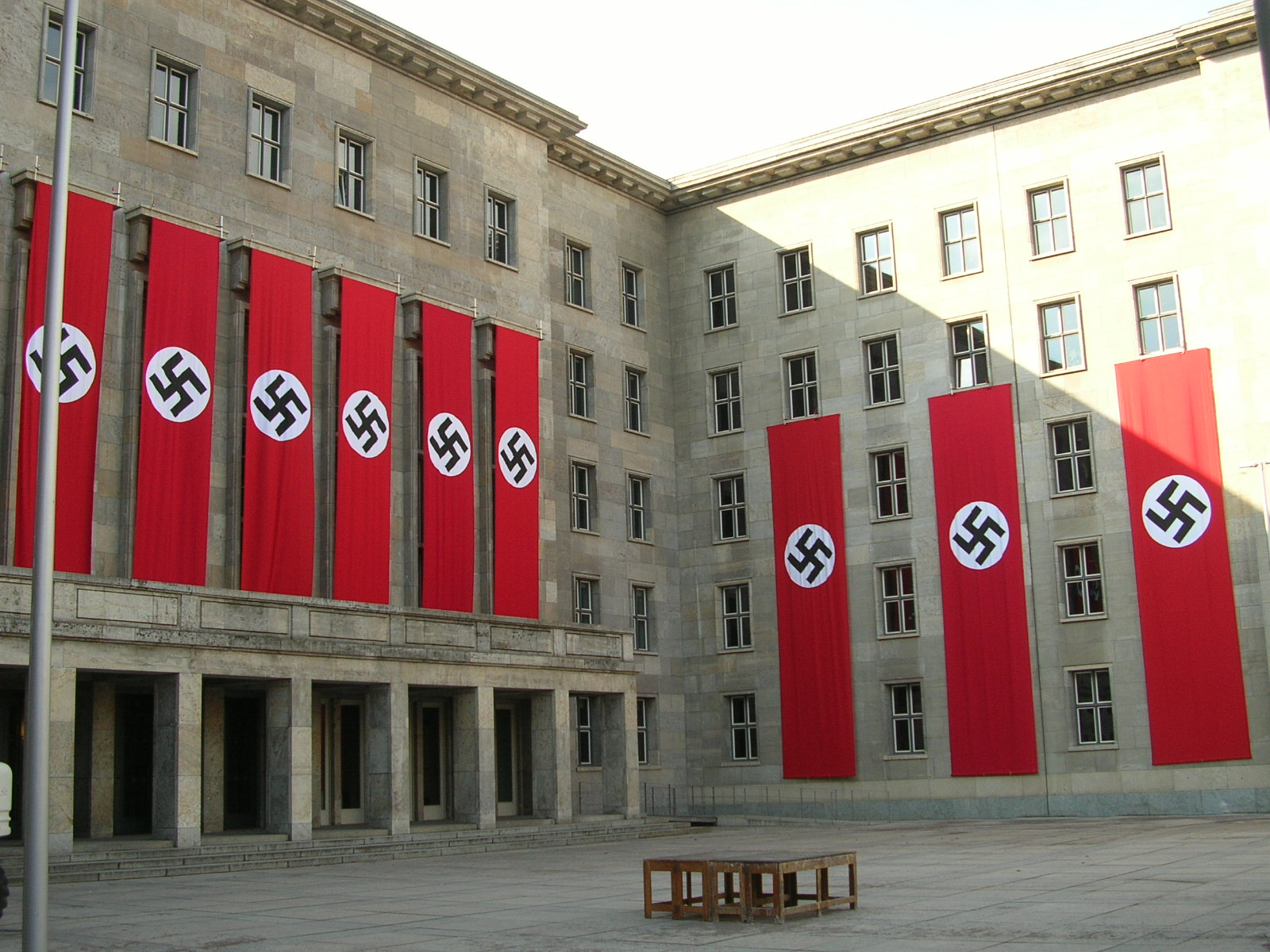
Simulació de com seria un ministeri Nazi

## Repartiment
- Helge Schneider: Adolf Hitler
- Ulrich Mühe: Prof. Adolf Grünbaum
- Sylvester Groth: Joseph Goebbels
- Ulrich Noethen: Heinrich Himmler
- Stefan Kurt: Albert Speer
- Lambert Hamel: SS-Brigadeführer Johann Rattenhuber
- Adriana Altaras: Elsa Grünbaum
- Lars Rudolph: Heinz Linge
- Katja Riemann: Eva Braun
- Ilja Richter: Kurt Gerheim
- Meret Becker: Secretària
- Torsten Michaelis: SS-Oberscharführer Moltke
- Wolfgang Becker: KZ-Kommandant Banner
- Tim Fischer: Kempkas Geliebter
- Marion Kracht: Rosemarie Riefenstahl
- Hinnerk Schönemann: Kommissar

## Rebuda
- "A estones una sitcom moderna a costa d'un cabdill perillosament peripatètic (...), la pel·lícula renega aviat de la caricatura vitriòlica per entrar al terreny del missatge (...) Puntuació: ★★★ (sobre 5). "[3]

- "Arrenca a tota metxa. (...) A partir de la mitja hora de metratge, cap de les situacions no sembla tenir interès, cap dels diàlegs no té alçària còmica o transcendència teòrica."[4]
- "La comicitat de 'Mein Führer' no és subversiva sinó revulsiva."[5]